# Неньковичи
Неньковичи (укр. Неньковичі) — село в Заречненской поселковой общине Варашского района Ровненской области Украины.
До 2020 года входило в Заречненский район.
Население по переписи 2001 года составляло 1149 человек. Почтовый индекс — 34020. Телефонный код — 3632. Код КОАТУУ — 5622283601.